# Mycterus concolor
Mycterus concolor is een keversoort uit de familie Mycteridae. De wetenschappelijke naam van de soort is voor het eerst geldig gepubliceerd in 1853 door LeConte.